# Guacamole
A guacamole azték eredetű, avokádóból készült pikáns étel. A mexikói konyha mindennapos fogása, de egész Amerikában és a világ több részén is kedvelik.
Az étel neve az azték navatl nyelvjárásból származik. Az „ahuacamolli” összetett szó az „ahuacatl” (avokádó) és „molli” (mártás) tagokból alakult ki. Azt a változatát, mely teljesen krémes, nincsenek benne gyümölcsdarabok, aguamolének is nevezik.

## Összetevői, elkészítése
Különféle receptek szerint készítik. Az alap- és egyben leggyakoribb változatban a kimagozott avokádó húsát, apróra vágott fehér hagymát, koriandert, csilit, (kimagozott) paradicsomot és citrom vagy lime levét pépesítve hűtőben pihentetik, hogy az ízek összeérjenek. A paprikát és paradicsomot a pépesítés előtt meg is lehet főzni, az avokádót pedig érdemes utoljára meghámozni, hogy addig se oxidálódjon, amíg a többi összetevőt készítjük elő.
2 avokádóhoz körülbelül 40 gramm hagyma, 80 gramm paradicsom, 1 csilipaprika és egy fél citrom szükséges.

## Felhasználása
A pépet mártásként vagy salátának használják. Mexikóban legtöbbször a panqueque (palacsinta) vagy a tortilla (kukoricalepény) darabjaival mártogatva fogyasztják.
Egy másik változatban (Mexikó északi területein) tejjel, tejszínnel, vízzel stb. hígítva húsok és köretek mellé mártásként tálalják.

## A guacamole napja
A  nemzeti guacamole napot a mexikói függetlenség napjával egy napon, szeptember 16-án ünneplik.

## Guacamole Guinness-rekord
2018. április 6-án a mexikói Junta Local de Sanidad Vegetal de Tancítaro állította fel a valaha készített legnagyobb guacamole Guinness-rekordját. Ezt a mexikói Michoacán államban, Tancítaróban megrendezett 7. éves avokádófesztiválon készítették el. Az adag súlya 3788 kg volt, és több mint 350 ember segített az elkészítésében.